# Université pontificale de la Sainte-Croix
L'université pontificale de la Sainte Croix est un institut universitaire d'études ecclésiastiques, basé à Rome, et constitué des facultés de théologie, droit canonique, philosophie et communication sociale, aux trois niveaux du curriculum universitaire (baccalauréat, licence / master et doctorat).
Situé près de la Piazza Navona, l'institut supérieur de Sciences religieuses de l'Apollinaire, partie intégrante de l'université, est lié à la faculté de théologie. Il est caractérisé par le développement de l'enseignement à distance.
Cette université répond au désir de saint Josemaría Escrivá, fondateur de l'Opus Dei, de promouvoir à Rome un centre d'études universitaires au service de la mission de l'Église dans le monde entier. Ce n'est que sous son successeur Alvaro del Portillo, que les autorisations du Saint-Siège, permirent la mise en œuvre de cette idée dès l'année académique 1984 - 1985.
Elle est érigée formellement par le décret du 9 janvier 1990, ainsi l'université pontificale de la Sainte Croix est la plus récente des universités pontificales romaines ; la plus ancienne étant l'université pontificale jésuite appelée grégorienne.
L'université a été confiée à la prélature de la Sainte Croix et l'Opus Dei : son Grand Chancelier est le prélat de l'Opus Dei.
Le poste de Grand chancelier est exercé par Mgr Fernando Ocáriz, prélat de l'Opus Dei.

## Vues

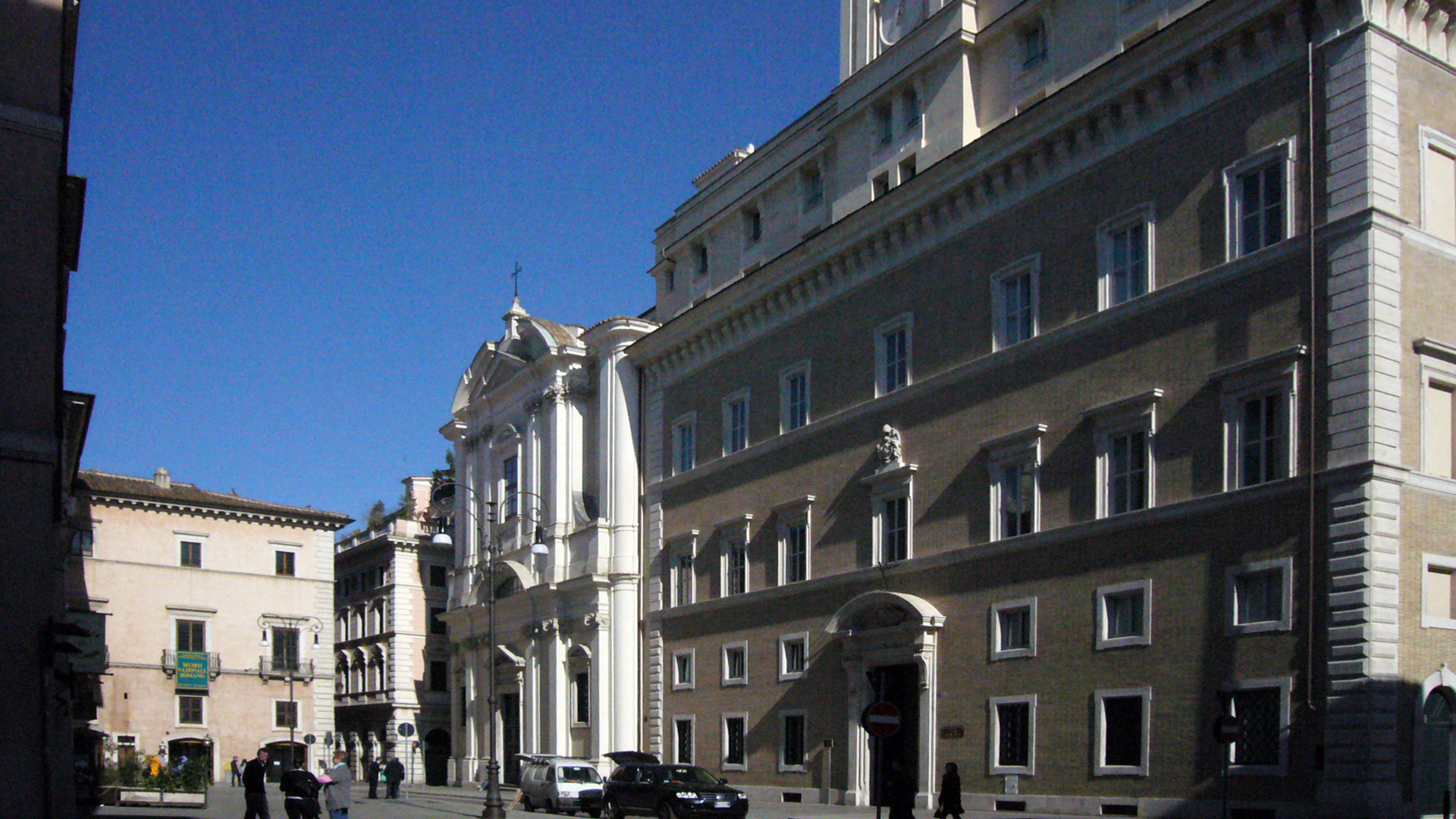
Les bâtiments, sur la Piazza San Apollinare